# Repubblica Piemontese
Il nome di "Repubblica Piemontese" è usato dalle fonti storiografiche per indicare il periodo rivoluzionario della prima conquista francese del Piemonte a fine Settecento, in cui iniziò l'opera di assimilazione dei territori subalpini alla potenza transalpina.

## Storia
Il 28 aprile 1796 con l'armistizio di Cherasco Vittorio Amedeo III di Savoia fu costretto a cedere alla Francia Nizza e Savoia e consegnare anche tutte le fortezze, che divennero presidi militari francesi a guardia delle mosse del re, per il momento ancora tollerato sul trono fino alla sua morte avvenuta solo pochi mesi dopo. Le ambiguità del nuovo sovrano, suo figlio Carlo Emanuele IV, vennero però poi sempre meno tollerate dal Direttorio, in un'antipatia che esplose dopo la partenza di Napoleone per l'Egitto.
Il 9 dicembre 1798, di fronte al rifiuto del re di onorare l’alleanza contro il Regno delle Due Sicilie che attaccava la Repubblica Romana, il Direttorio ordinò al generale Joubert di deporre il re, che contrattò la propria abdicazione in cambio di una via di fuga, dichiarando decaduta la monarchia. Fu insediato un governo provvisorio di quindici membri, e vennero creati cinque ministeri, Interni, Giustizia, Finanze, Lavori Pubblici, e Guerra, sotto il controllo dell'ex ambasciatore francese divenuto Commissario civile, mentre vennero introdotte alcune tipiche istituzioni rivoluzionarie quali la Guardia nazionale, e rimosse le vecchie Intendenze provinciali sostituendole con Direzioni finanziarie sotto la sorveglianza di commissari locali. L’esercito piemontese fu integrato fin da subito in quello francese, e il 14 nevoso VII il governo provvisorio domandò l'annessione alla nazione transalpina. Nel frattempo, i membri di Casa Savoia ripararono in Sardegna, sotto la protezione inglese, protestando contro la perdita della loro sovranità sul Piemonte.
Il 2 aprile 1799, di fronte alla dichiarazione di guerra dell'Austria, il Direttorio dichiarò sciolto il governo provvisorio, nominando Commissario unico con pieni poteri l'ambasciatore Joseph-Mathurin Musset , il quale procedette a sua volta a rimuovere le amministrazioni provinciali creando quattro dipartimenti:
- il Dipartimento dell'Eridano a Torino,
- il Dipartimento del Sesia a Vercelli,
- il Dipartimento della Stura a Mondovì,
- il Dipartimento del Tanaro ad Alessandria.

Il 3 maggio 1799, avendo le armate tedesche invaso la regione, il Direttorio proclamò lo stato di emergenza, istituendo la legge marziale sotto il governo militare dell'Amministrazione Generale del Piemonte insediatasi a Pinerolo data l'infida situazione della capitale.
Il 26 maggio 1799 le truppe austro-russe, dopo la vittoria sui francesi, entrarono a Torino e restaurarono la monarchia e l'antico regime, annullando ogni legge repubblicana, e nominando un Consiglio supremo sabaudo. Tuttavia, paradossalmente, neanche gli austriaci si fidavano del tentennante sovrano piemontese, e affidarono quindi il vero potere ad un'amministrazione militare del tutto simile a quella francese scacciata, con un Commissario imperiale e un Comando militare.
Tuttavia nel giugno del 1800 Napoleone ritornò in Italia e, dopo la vittoriosa battaglia di Marengo, il 20 giugno ripristinò in buona parte il precedente assetto territoriale repubblicano, con un governo e una consulta che avevano rispettivamente il potere esecutivo e quello legislativo: il nome di Repubblica Piemontese comparve quindi anche in atti ufficiali, insieme alle sorelle e confinanti Ligure e Cisalpina, mentre nella storiografia il periodo divenne noto come repubblica subalpina, preludio della successiva annessione del Piemonte alla Francia (1802).